# Servác Petrovský
Servác Petrovský (* 10. srpna 2004 Prešov) je slovenský profesionální hokejový útočník. V současnosti hraje za extraligový klub Bílí Tygři Liberec. V roce 2022 byl v 6. kole z celkového 185. místa draftován Minnesotou Wild.

## Prvenství
- Debut v ČHL – 22. září 2024 (Bílí Tygři Liberec proti Mountfield HK)
- První asistence v ČHL – 26. ledna 2025 (Bílí Tygři Liberec proti HC Kometa Brno)
- První gól v ČHL – 14. února 2025 (Bílí Tygři Liberec proti Rytíři Kladno, brankáři Štěpánovi Lukešovi)[2]

| Sezóna      | Klub               | Soutěž      |     | Základní část | Základní část | Základní část | Základní část | Základní část |   | Play off | Play off | Play off | Play off | Play off |
| Sezóna      | Klub               | Soutěž      | Z   | G             | A             | B             | TM            | Z             | G | A        | B        | TM       |          |          |
| 2021/22     | Owen Sound Attack  | OHL         | 65  | 28            | 26            | 54            | 28            | 7             | 2 | 4        | 6        | 4        |          |          |
| 2022/23     | Owen Sound Attack  | OHL         | 62  | 24            | 31            | 55            | 14            | 4             | 1 | 1        | 2        | 2        |          |          |
| 2023/24     | Owen Sound Attack  | OHL         | 57  | 20            | 35            | 55            | 14            | 4             | 1 | 1        | 2        | 0        |          |          |
| 2024/25     | Bílí Tygři Liberec | ČHL         | 44  | 1             | 3             | 4             | 6             | 4             | 0 | 0        | 0        | 2        |          |          |
| ČHL celkově | ČHL celkově        | ČHL celkově | 44  | 1             | 3             | 4             | 6             | 4             | 0 | 0        | 0        | 2        |          |          |
| OHL celkově | OHL celkově        | OHL celkově | 184 | 72            | 92            | 164           | 56            | 15            | 4 | 6        | 10       | 6        |          |          |